# C. J. Graham
C.J Graham est un acteur américain né le 7 juin 1944[réf. souhaitée].

## Biographie
C.J Graham a joué le rôle du tueur en série Jason Voorhees dans le sixième opus de la saga Vendredi 13.

## Filmographie
- 1986 : Jason le mort-vivant (Jason Lives: Friday the 13th Part VI)
- 1992 : Bienvenue en enfer (Highway to Hell)